# Cristian Gamboa
Cristian Esteban Gamboa Luna (Liberia, 1989. október 24. –) Costa Rica-i válogatott labdarúgó, jelenleg a West Bromwich játékosa.

## Sikerei, díjai
Municipal Liberia
- Costa Rica-i bajnok (1): 2009 (Clausura)

København
- Dán kupagyőztes (1): 2011–12

## Fordítás
Ez a szócikk részben vagy egészben  a   Cristian Gamboa című angol Wikipédia-szócikk fordításán alapul.  Az eredeti cikk szerkesztőit annak laptörténete sorolja fel. Ez a jelzés csupán a megfogalmazás eredetét és a szerzői jogokat jelzi, nem szolgál a cikkben szereplő információk forrásmegjelöléseként.